# Lány (Kladno)
Lány es una localidad situado en el distrito de Kladno, en la región de Bohemia Central, República Checa. Tiene una población estimada, a principios del año 2022, de 2252 habitantes.
Está ubicada al noroeste de la región y de Praga, a poca distancia al norte del río Berounka —un afluente izquierdo del río Moldava—, y cerca de la frontera con la región de Ústí nad Labem.